# Daniel, Wyoming
Daniel är en ort (census-designated place) i Sublette County i västra delen av den amerikanska delstaten Wyoming. Befolkningen uppgick till 150 personer vid 2010 års federala folkräkning.

## Geografi
Orten är belägen i Green Rivers floddal omkring 12 kilometer väster om countyts huvudort Pinedale, nära den plats där Horse Creek rinner ut i Green River. Orten ligger i den nordligaste delen av floddalen och omges på tre sidor av Klippiga bergens bergskedjor: Gros Ventre Range norrut, Wind River Range österut och Salt River Range västerut.

## Historia
I trakten omkring Daniel hölls den stora pälsmarknaden Rocky Mountain Rendezvous flera gånger mellan 1833 och 1840, då pälsjägare, den lokala ursprungsbefolkningen, körsnärer och tillresta turister årligen samlades för handel och nöjen. Den 5 juli 1840 höll fader Pierre-Jean De Smet den första katolska högmässan i vad som idag är Wyoming, på en plats strax öster om nuvarande Daniel. Församlingen bestod av ursprungsbefolkning och pälsjägare som rörde sig i trakten. På platsen finns idag ett monument över händelsen.

## Kommunikationer
Strax norr om orten förenas den federala landsvägen U.S. Route 189 med U.S. Route 191.